# Shuggie Otis
Shuggie Otis, geboren als Johnny Alexander Veliotes (Los Angeles, 30 november 1953) en ook wel John Otis Jr. genoemd, is een Amerikaans singer-songwriter, muziekproducent en multi-instrumentalist.
Als twaalfjarige trad Shuggie Otis voor het eerst op in de band van zijn vader, rhythm-and-bluesartiest Johnny Otis. Na een album met Al Kooper (Kooper Session) en een bijdrage aan het Frank Zappa-album Hot Rats (beide in 1969), werd zijn eerste soloalbum in 1970 uitgegeven: Here Comes Shuggie Otis. Het bekendste liedje van Otis, "Strawberry Letter 23", staat op Freedom Flight uit 1971. The Brothers Johnson scoorden met hun vertolking in 1977 een hit. Na de uitgave van Freedom Flight werkte Otis drie jaar lang aan het schrijven van de in 1974 uitgegeven opvolger, Inspiration Information. In 2013 verscheen een heruitgave van Inspiration Information, aangevuld met eerder onuitgegeven werk als bonus tracks en een bijgevoegd album, Wings of Love. Wings of Love is een album met onuitgegeven werk, geschreven tussen 1975 en 2013, en liveopnames.

## Discografie
- Here Comes Shuggie Otis (1970)
- Freedom Flight (1971)
- Inspiration Information (1974)
- Wings of Love (2013)